# Indice MOEX Russie
 (avril 2022).
La mise en forme du texte ne suit pas les recommandations de Wikipédia : il faut le « wikifier ».
Les points d'amélioration suivants sont les cas les plus fréquents :
- Les titres sont pré-formatés par le logiciel. Ils ne sont ni en capitales, ni en gras.
- Le texte ne doit pas être écrit en capitales (les noms de famille non plus), ni en gras, ni en italique, ni en « petit »…
- Le gras n'est utilisé que pour surligner le titre de l'article dans l'introduction, une seule fois.
- L'italique est rarement utilisé : mots en langue étrangère, titres d'œuvres, noms de bateaux, etc.
- Les citations ne sont pas en italique mais en corps de texte normal. Elles sont entourées par des guillemets français : « et ».
- Les listes à puces sont à éviter, des paragraphes rédigés étant largement préférés. Les tableaux sont à réserver à la présentation de données structurées (résultats, etc.).
- Les appels de note de bas de page (petits chiffres en exposant, introduits par l'outil «  Source ») sont à placer entre la fin de phrase et le point final[comme ça].
- Les liens internes (vers d'autres articles de Wikipédia) sont à choisir avec parcimonie. Créez des liens vers des articles approfondissant le sujet. Les termes génériques sans rapport avec le sujet sont à éviter, ainsi que les répétitions de liens vers un même terme.
- Les liens externes sont à placer uniquement dans une section « Liens externes », à la fin de l'article. Ces liens sont à choisir avec parcimonie suivant les règles définies. Si un lien sert de source à l'article, son insertion dans le texte est à faire par les notes de bas de page.
- La présentation des références doit suivre les conventions bibliographiques. Il est recommandé d'utiliser les modèles {{Ouvrage}}, {{Chapitre}}, {{Article}}, {{Lien web}} et/ou {{Bibliographie}}. Le mode d'édition visuel peut mettre en forme automatiquement les références.
- Insérer une infobox (cadre d'informations à droite) n'est pas obligatoire pour parachever la mise en page.

Pour une aide détaillée, merci de consulter Aide:Wikification.
Si vous pensez que ces points ont été résolus, vous pouvez retirer ce bandeau et améliorer la mise en forme d'un autre article.
L'Indice MOEX Russie est un indice action de la bourse de Moscou. 

## Présentation
L'indice MOEX Russie a été créé le 22 septembre 1997. Sa valeur, de 100 roubles à l'origine, est calculée en temps réel et est exprimée en roubles.

## Histoire
Le 24 février 2022, premier jour de l'invasion de l'Ukraine par la Russie l'indice MOEX chute de plus de 40 %. Ce sera aussi le dernier jour de cotation pour les valeurs moscovites avant le 23 mars 2022.

## Composition
La composition de l'indice MOEX Russie est revue le 3ème vendredi des mois de mars, juin, septembre et décembre.
Liste des 43 titres composant l'indice MOEX au 25 mars 2022.
| Société                   | Poids indiciel |
| ------------------------- | -------------- |
| SISTEMA PJSFC             | 0,33 %         |
| AEROFLOT                  | 0,20 %         |
| ALROSA                    | 1,83 %         |
| CREDBK OF MOSCOW          | 0,31 %         |
| SEVERSTAL                 | 1,74 %         |
| DETSKY MIR PUBLIC         | 0,31 %         |
| EN+ GROUP INT.PJSC        | 0,44 %         |
| FSK EES                   | 0,20 %         |
| X5 RETAIL GROUP NV        | 1,07 %         |
| FIX PRICE GROUP LT        | 0,54 %         |
| GAZPROM                   | 15,77 %        |
| GLOBALTRANS INVEST        | 0,30 %         |
| MMC NORILSK NICKEL        | 9 %            |
| HEADHUNTER GROUP P        | 0,38 %         |
| RUSHYDRO                  | 0,61 %         |
| INTER RAO UES             | 0,63 %         |
| LUKOIL                    | 14,09 %        |
| MAGNITOGORSK IRON & STEEL | 0,80 %         |
| MAGNIT                    | 1,86 %         |
| MOSCOW EXCHANGE           | 1,13 %         |
| MOBILE TELESYSTEMS        | 1,30 %         |
| NOVOLIPETSK STEEL         | 1,77 %         |
| NOVATEK                   | 7,27 %         |
| OZON HLDGS PLC            | 0,45 %         |
| PHOSAGRO                  | 1,83 %         |
| PIK SHB                   | 0,59 %         |
| POLYUS                    | 2,84 %         |
| PETROPAVLOVSK PLC         | 0,20 %         |
| POLYMETAL INTL PLC        | 2,29 %         |
| ROSNEFT OIL CO            | 3,47 %         |
| ROSTELECOM                | 0,50 %         |
| United Company RUSAL PLC  | 1,40 %         |
| SBERBANK                  | 8,90 %         |
| SBERBANK OF RUSSIA        | 0,86 %         |
| SURGUTNEFTEGAS PJS        | 1,69 %         |
| SURGUTNEFTEGAS PJS G.     | 1,64 %         |
| TATNEFT                   | 2,42 %         |
| TATNEFT G.                | 0,38 %         |
| TCS GROUP HOLDING         | 2,87 %         |
| TRANSNEFT                 | 0,54 %         |
| VK COMPANY LIMITED        | 0,28 %         |
| VTB                       | 0,66 %         |
| YANDEX N.V                | 4,31 %         |